# Pattaya Exhibition and Convention Hall
Le Pattaya Exhibition and Convention Hall (PEACH est une structure multifonction pour congrès située à Pattaya, en Thaïlande. Il appartient au Royal Cliff Hotels Group. Un des centres de congrès les plus grands et modernes de la Thaïlande, il a accueilli de nombreuses manifestations allant de prestigieuses conférences politiques aux plus spectaculaires festivals de publicité.

## Historique
Le Royal Cliff Hotels Group a été le siège de certains des plus importants congrès dans la région, des pourparlers de paix pour le Cambodge en 1991 à la rédaction du projet pour la nouvelle Constitution Thaïlandaise en 1997. Avec la croissance rapide de l'industrie MICE (Meetings, Incentives, Conferencing, Exhibitions) en Thaïlande et un vif intérêt pour Pattaya comme destination de conférences, le Resort a saisi l'occasion de construire un Centre de Congrès autonome et moderne profitant de l’excellente vue sur la mer. Ainsi est né en 1999 le Pattaya Exhibition and Conference Centre, officiellement inauguré un an plus tard par le conseiller privé le général Prem Tinsulanonda.

## Structures
Le PEACH est un complexe de faible hauteur situé dans un cadre tropical avec vue sur le Golfe de Thaïlande. Au début de 2008, le Royal Cliff Hotels Group a décidé de l'agrandir, faisant passer sa capacité de 4,851 m2 à 6,943 m2, sur 6 niveaux. Le centre offre une polyvalence et une complète flexibilité pour tout événement, pouvant héberger des congrès de grande envergure pour jusqu'à 8 000 délégués en style théâtre ou 3,640 personnes dans un salon sans colonne. La salle principale est très flexible et peut être divisée en 4 grandes zones, ou même en 9 sections plus petites. En plus, il y a 18 salles de réunion de différentes capacités allant de 90 m2 à 286 m2 .

## Événements majeurs

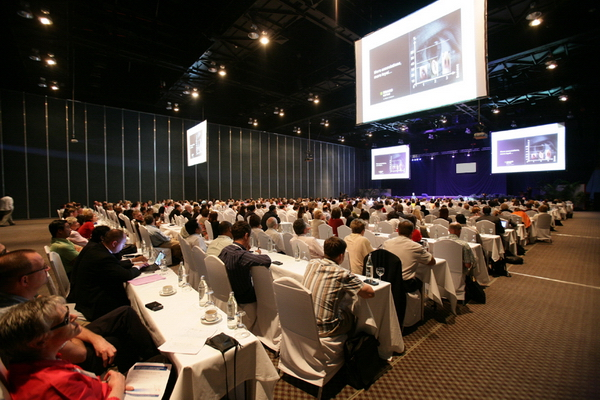
Conférence à PEACH (2007).

- 15th ASIAN CONGRESS OF CARDIOLOGY 2004
- SIXTH GENERAL ASSEMBLY OF Association of Asian Parliaments for Peace (AAPP) 2005[6]
- 55TH ANNUAL CONFERENCE OF Pacific Asia Travel Association (PAC 06) 2006
- 67TH SKÅL WORLD CONGRESS 2006[7]
- 35TH WORLD CONGRESS OF The International College of Surgeons 2006
- ICCA CONGRESS AND EXHIBITION 2007[8]
- 15th ACA 2007- THE 15th ASIAN CONGRESS OF ANESTHESIOLOGISTS 2007
- 1ST GLOBAL INDUSTRY LEADERS' FORUM 2008
- Lions Clubs International DGE SEMINAR 2008
- Toyota Motor (THAILAND) 2008
- MONEY EXPO Pattaya 2009[9]
- ASEAN SUMMIT 2009[10]
- Annual Novartis Sales Conference